# Анна и безкрайната власт
Анна и безкрайната власт (на англ: Anna to the infinite power) e американски, научнофантастичен трилър, от 1983 година, разказващ за младо момиче, което разбира, че е продукт на генетичен експеримент. Филмът е създаден по едноименния роман на писателката на детски романи, Милдред Еймс. Филмът е продукция на Kandell Enterprises & Film Gallery, създали преди това, популярният американски детски сериал Big Blue Marble. Филмът никога не се излъчва в кината, но е показан по кабелната телевизия, а по-късно, е издаден и на видео. Музикалният фон, със заглавие „Блянът на Анна“ (Anna's Reverie), е композиран от Пол Бейлъргън, композиторът на музиката към филма, който също така играе ролята на учителя по музика на Роуан в самия филм.

## Резюме
Анна Харт (Марта Бърн), винаги е била странно дете – гений, джебчия, отчайващо плашеща се от блещукаща светлина, и измъчвана от странни пророчески сънища. Заедно с това, започват да се случват разни, странни неща. Мистериозна съседка, казваща се Микаела Дюпон (учителка по пиано, която наблюдава Анна, притежаваща нейна снимка, и на момиче, снимано през 70-те, което прилича досущ на Анна), се настанява, да живее до къщата на семейство Харт. Също така, Анна преживява най-страшният момент в живота си, когато вижда своя двойничка по телевизията, (и разбира, че двойничката ѝ има семейство, приличащо на нейното).
Докато търси другата Анна – Анна Смитсън, тя започва да разбира, каква е истината: за жена, на име Анна Зимерман, която е мъртва от 20 години, и най-важното, разбира истината за себе си: че е част от експеримент за клониране на Зимерман, за създаване на перфектното момиче, което да израстне като точно копие на Анна Зимерман, копирайки нейният характер и личност. Също така се оказва, че и майка ѝ (Дина Мерил), доброволно е изявила желание, да участва в експеримента, въпреки нежеланието на баща ѝ, да има каквото и да е участие. Сънищата на Анна, представящи миналото на Зимерман, израстваща по времето на Втората световна война, като еврейско дете в нацистка Германия, където тя, също като настоящата Анна, била пианистка и важна брънка, в нацистките планове за генно инженерство при хората.
Докато настоящата Анна води нормален живот, същевременно разбирайки за своето минало – благодарение на брат си Роуан, и тайно подпомогната от Микаела – се разкрива съществуването на още шест Анни, след като майка ѝ, и казва, че Те (хората замесени в експеримента с клонирането), желаят да прегледат Анна за няколко дни в лаборатория, намираща се на остров Албакор. На това място, Анна става подозрителна, след като вижда, че телефона в стаята ѝ е блокиран. Също така ѝ прави впечатление, и експериментите, които се извършват около нея. След като Роулан, няма връзка с Анна дълго време, решава да се промъкне тайно при сестра си в лабораторията, за да я види. Анна и Роулан се сблъскват с д-р Хенри Джелиф, човекът отговорен за извършването на експеримента по клониране на Зимерман, който ѝ казва, че тя вече е „нормална“ личност, предлагайки на Анна да си смени името, стартирайки и новият си живот. Но след като Анна и брат ѝ, биват пуснати от острова, Джелиф разкрива на Микаела, която е заподозряна, че не изпълнява зададените ѝ задачи, че тайно отглежда друга Анна, която да се превърне в бъдещата Зимерман; планирайки да убие останалите Анни, включително Анна Харт и семейството ѝ, и то много скоро.
Плановете на д-р Джелиф, да илиминира момичетата, биват спрени, когато Микаела му разкрива, че е Анна Паркърст, оригиналният продукт, от първия опит за клониране на Зимерман (тя е момичето, показано като Анна от снимката, направена през 1970 година, показана в началото на филма); и също като своята майка/създател, знае как да създаде ново копие. Заради това, че Джелиф е убил родителите ѝ, и яростта ѝ от експериментите, възрастната Анна, му предлага план за създаване на ново копие, в замяна на безопасността на всички Анни, и техните семейства. Филма завършва със сцената, в която, Джелиф обмисля предложението ѝ.

## Издънки
Има сцена, в която само една Анна, бяга по коридора, и се крие. Стигайки в дъното на коридора, се вижда, че косата ѝ е пусната свободно. Когато влиза и излиза от мястото, където се крие, се забелязва, че косата ѝ е вдигната и направена на прическа.

## В изкуството
Рок групата AnnAtotheInfinitePower взима името си от книгата. Често свирят и извършват записи в Чапъл Хил, Северна Каролина, от 1995 до 2000 година, и са най-популярни с песента си When the World Ends.

## DVD издание
През 1986 г. RCA/Columbia Pictures, придобива правата върху продукцията, и издава филма на VHS. На 27 април 2010 г., компанията Scorpion Releasing издава филма на DVD, включващо и интервю с Марта Бърнс.

## Филмът в България
Филмът, „Анна и безкрайната власт“, бива излъчен по българската национална телевизия – Канал 1, вечерта на 11 май 1993 година, и повторно показан на следващия ден, 12 май, в 10:20 сутринта.

## Актьорски състав
- Дина Мерил – Сара Харт
- Марта Бърн – Анна Харт
- Марк Патън – Роуан Харт
- Дона Мичел – Микаела Дюпон/Анна Паркхърст
- Джак Рейлънт – Греъм Харт
- Лорета Дивайн – г-ца Бенсън (Учителката)
- Джак Гилфорт – д-р Хенри Джелиф
- Гейл Уиид – Клара
- Пол Бейлъргън – учителят по музика